# Alexio Aristeno
Alexio Aristeno (griego antiguo: Ἀλέξιος Ἀριστηνός) fue un ecónomo de la gran iglesia de Constantinopla. Vivió alrededor del 1166, ya que se sabe que estuvo presente en el concilio de Constantinopla que se celebró en ese año. Editó una Synopsis Canonum con escolios, que fue publicada por el Obispo Beveridge en su Pandectae Canonum, Oxon. 1672, fol. vol. ii. post pag. 188, y vol. i. p. 1, &c. también se sabe que escribió otras obras.